# Santiago-Pontones
Santiago-Pontones és un municipi situat a l'oest de la província de Jaén (Andalusia), tradicionalment enquadrat en la comarca de la Sierra de Segura.

## Geografia
Situat en el sud-est de la província, limita a l'est amb la província d'Albacete i al sud amb la de Granada. El seu terme municipal, de gairebé 700 km² és el segon per extensió de la província (per darrere d'Andújar) i està format per la unió de 27 nuclis de població, sent els principals Santiago de la Espada i Pontones, que fins a 1975 eren municipis independents i que per la seva importància van donar nom al nou municipi format després de la fusió d'ambdós. A més, dintre del terme municipal es troba l'enclavament de Cabeza de la Viña, depenent del municipi de Hornos.
La seva orografia escarpada difereix amb la de la resta de la província, ocupant l'olivar una extensió pràcticament nul·la. Per la seva altitud, també posseïx un clima molt diferenciat (clarament un clima de muntanya) pel que fa al d'altres municipis jiennencs, sent molt més fred en totes les èpoques de l'any i un dels pocs municipis de Jaén on les nevades no són un esdeveniment extraordinari. El municipi està enclavat en el Parc Natural de les Sierras de Cazorla, Segura i Las Villas. En el paratge de Fuente Segura, neix el Segura, encara que també passen per ell altres rius com el Borosa, Madera, Aguamulas i Zumeta.

## Economia
Pel clima i l'orografia, tot just un 3% del territori és terra llaurada, pel que el pes de l'agricultura en l'economia municipal és clarament inferior al de la resta de la província. Les principals activitats econòmiques són les ramaderes (especialment de bestiar boví, comptant amb diverses ramaderies de toros de lídia), les forestals, el turisme d'interior, la caça i la pesca.

## Demografia
| 1991  | 1996  | 2001  | 2004  | 2005  |
| ----- | ----- | ----- | ----- | ----- |
| 5.075 | 5.021 | 4.267 | 4.172 | 4.131 |